# Tribunal canadien du commerce extérieur
 (décembre 2009).
 (septembre 2013).
Si vous disposez d'ouvrages ou d'articles de référence ou si vous connaissez des sites web de qualité traitant du thème abordé ici, merci de compléter l'article en donnant les références utiles à sa vérifiabilité et en les liant à la section « Notes et références ».
Le Tribunal canadien du commerce extérieur est un tribunal administratif qui fait partie des mécanismes de recours du Canada. 
Il est un organisme quasi-judiciaire et indépendant qui assume ses responsabilités législatives de façon impartiale et autonome et relève du parlement par l'entremise du ministre des finances.
Le TCCE peut compter jusqu'à sept membres à plein temps, dont un président, nommés par le gouverneur en conseil. De plus, des membres temporaires peuvent aussi être nommés.
Le mandat du TCCE touche cinq principaux domaines :
- Les enquêtes concernant le dommage effectuées dans le cadre de procédures antidumping
  - Enquêter afin de déterminer si le dumping ou le subventionnement de marchandises importées a causé un dommage à une branche de production nationale.
- Les enquêtes concernant les marchés publics
  - Examiner les plaintes reçues de fournisseurs potentiels au sujet de marchés publics fédéraux et déterminer si le gouvernement fédéral a respecté les exigences de certains accords commerciaux liant le Canada.
- Appels en matière de douane et de taxe d’accise
  - Connaître et décider d’appels de décisions de l’Agence des services frontaliers du Canada rendues en vertu de la Loi sur les douanes et de la Loi sur les mesures spéciales d'importation (LMSI) ainsi que d’appels de décisions du ministre du Revenu national rendues en vertu de la Loi sur la taxe d’accise.
- Enquêtes économiques et tarifaires
  - Enquêter et donner son avis sur des questions économiques, commerciales ou tarifaires dont le gouverneur en conseil ou le ministre des Finances le saisit.
- Enquêtes de sauvegarde
  - Enquêter sur des plaintes reçues de producteurs nationaux selon lesquelles une augmentation des importations cause un dommage ou menace de causer un dommage aux producteurs nationaux et, tel que prescrit, recommander au gouvernement la mesure corrective appropriée.